# 16951 Каролус Квартус
16951 Каролус Квартус (16951 Carolus Quartus) — астероїд головного поясу, відкритий 19 травня 1998 року.
Тіссеранів параметр щодо Юпітера — 3,224.